# رنه واکر
رنه واکر یا رنی واکر (به انگلیسی: Renee Walker) نام یکی از شخصیت‌های سریال ۲۴ است که آنی ورسچینگ آن را ایفای نقش می‌کند.

## ایفای نقش
رنه واکر در فصل‌های ۷و۸ نقش‌آفرینی کرده‌است.

### فصل هفتم
در این فصل رنه واکر به عنوان مأمور فدرال در ابتدا به دنبال جک به دادگاه می‌رود و طی آن از جک برای حل معمایی دربارهٔ تروریست‌ها کمک می‌گیرد، او را به ادارهٔ FBI برده و پس از آن به محلی که احتمال از پیدا کردن تونی آلمیدا که به کمک (که بعداً معلوم می‌شود به جهت نفوذ بوده) به تروریست‌ها مشغول است می‌روند و تونی را دستگیر می‌کنند، پس از اینکه جک باور از پاک بودن تونی با خبر می‌شود او را فراری می‌دهد و با او فرار می‌کند و رنه از اعتماد کردن به جک پشیمان می‌شود و درصدد دستگیری او برمی‌آید که پس از مدتی از جریان با خبر می‌شود، همچنین در اواخر این فصل زمانی که دوست قدیمی‌اش لری ماس کشته می‌شود جک را مقصر می‌داند که پس از مدتی از واقعیت خبردار می‌شود.

### فصل هشتم
در این فصل رنه واکر به برخی از مافیای روسی نفوذ کرده و می‌خواهد به دولت و پرزیدنت الیسون تیلور کمک کند، در اوایل این فصل رنه با جک باور رابطه برقرار می‌کند و پس از مدت کوتاهی توسط عوامل روس کشته می‌شود که پس از آن جک انتقام قاتلان رنه واکر را می‌گیرد.